# Sejšeli
Sejšeli, uradno Republika Sejšeli, so otoška država v Indijskem oceanu, 1.600 km vzhodno od celinske Afrike, severovzhodno od otoka Madagaskar. Relativno blizu sta še otoški državi Mavricij in Reunion na jugu, ter Maldivi na severovzhodu. Sestavlja jih 115 otokov.

## Zgodovina
Strokovnjaki domnevajo, da so na Sejšele prvi stopili arabski in maldivski trgovci, ki so potovali do obal Afrike. Prvi Evropejec, ki je prispeli tam, je bil Vasco da Gama, leta 1502. Čez čas so kontrolo nad otokom prevzeli Francozi, leta 1756. Sejšeli so tako dobili svoje ime po francoskem ministru za finance, Jeanu Moreauju. Med letoma 1794 do 1810 so na oblast prišli Angleži s pogajanji za otoke. Otok se je osamosvojil 29. junija, 1976.

## Politika
Sejšeli so leta 1976 postali suverena republika v okviru Skupnosti narodov. Prvi predsednik je bil James Mancham, ki pa je bil že naslednje leto odstavljen v državnem udaru. Zamenjal ga je France-Albert René. Pod njegovim vodstvom je bila sprejeta nova ustava, ki je spremenila državno ureditev v enostrankarski socializem. Ta ureditev je trajala do nove spremembe ustave leta 1991, po kateri so sejšeli unitarna predstavniška predsedniška republika. René je vodil državo do leta 2004, ko je odstopil v korist svojega naslednika Jamesa Michela. Michel je bil po tistem še dvakrat ponovno izvoljen in ostaja na tem mestu do danes.
Enodomni parlament Sejšelov sestavlja 34 politikov, od katerih 25 izvolijo državljani. Vodilni stranki sta socialistična Seychelles People's Progressive Front (SPPF), in liberalno demokratska Seychelles National Party (SNP).

## Geografija
Največji, glavni otoki otočja so:
- Mahé
- Praslin
- Silhouette
- La Digue
- Frigate
- North Island

### Podnebje
Zaradi lokacije so otoki izjemno vlažni. Temperature se konstantno gibljejo okoli 24°C do 30 °C čez celo leto. Najhladneje je julija in avgusta, najtopleje pa marca in aprila. Od maja do novembra včasih zapiha zmerno močan jugovzhodnik.